# Pseudagrion superbum
Pseudagrion superbum – gatunek ważki z rodziny łątkowatych (Coenagrionidae).